# 広東日之泉足球倶楽部
広東日之泉足球倶楽部（中国語: 广东日之泉足球俱乐部）は、かつて中華人民共和国の広東省広州市を本拠地としていたサッカークラブ。また、2014年には一時的に陝西五洲足球倶楽部へ改名した。

## 歴史

### 創設
2007年2月、中華人民共和国全国運動会に向けた強化策の一環として、広東省足球協会はプロサッカークラブの設立を決定。これにより広東日之泉足球倶楽部が創設された。
2008年、クラブは中国乙級リーグ南区で優勝、昇格プレーオフでも2位に入り、中国甲級リーグへの昇格を果たした。

### ホームスタジアムの変遷
2009年、広州アジア競技大会に伴う広東省人民体育場の改修工事のため、クラブは広州市黄埔区の黄埔体育場や東莞市の東莞体育中心を暫定的にホームスタジアムとして使用した。

2011年、改修が完了した広東省人民体育場にホームを戻し、リーグ戦では中盤まで昇格圏内を維持。しかし最終的に失速し、3位に終わり中国超級リーグ昇格を逃した。

### 外国人監督の招聘と低迷
2012年1月5日、クラブは上海申花でコーチを務めていたセルビア出身のドラガン・ココトヴィッチを監督に招聘し、史上初の外国人監督が誕生した。しかし、前シーズンの主力選手である盧琳が中国超級リーグの広州富力へ移籍するなど戦力流出が響き、成績は低迷。シーズン中に監督が複数回交代する混乱もあり、リーグ戦は10位で終了。シーズン終了後、尹鴻博が河南建業へ、史亮が貴州人和へ、譚賓涼がスウェーデンのヨンショーピング・ソードラIFへ移籍するなど主力選手が相次いで退団した。

### 再編と昇格への挑戦
2013年、元中国代表選手の張軍が監督に就任。チームは再編成を図り、シーズン通して4位以上を維持するも、最終節で重慶FCに0-1で敗れ、再度昇格を逃した。

### 陝西への移転と解散
2014年11月、陝西衛星テレビを中心とする複数の地元企業が株式買収方式で広東日之泉足球倶楽部を取得。クラブは公式微博を通じて、広東省広州市から陝西省西安市への移転を発表。それに伴い陝西五洲足球倶楽部に改称された。しかし、2015年中国甲級リーグへの参加に必要な書類を期日までに提出できず、リーグ参加資格を喪失した。一部報道では、監督や選手への給与支払いに関する書類に問題があったとされているが、クラブ側からの公式な発表はなく、詳細は不明のままとなっている。最終的に中国サッカー協会はクラブのリーグ参加を認めず、2015年1月に陝西五洲足球倶楽部は正式に解散した。

## 獲得タイトル

### 国内タイトル
- 乙級リーグ : 1回
  - 2008(南区)
- 省港杯(広東省と香港のクラブの代表が争うカップ戦) : 2回
  - 2010, 2011

## 過去の成績
- 2007年 - 乙級リーグ 7位(南区)
- 2008年 - 乙級リーグ 優勝(南区) 昇格プレーオフ2位
- 2009年 - 甲級リーグ 5位
- 2010年 - 甲級リーグ 11位
- 2011年 - 甲級リーグ 3位
- 2012年 - 甲級リーグ 10位

## 歴代監督
- 曹陽 2007-2011
- ドラガン・ココトヴィッチ 2012
- 曹陽 2012
- ジョゼ・リカルド・ランボー 2012
- 張軍（中国語版） 2013
- アレハンドロ・メネンデス 2014-2015

## 歴代所属選手
- 李偉軍 2009-2012
- ダリオ・デルガド 2011
- レイナウド 2012
- 陳肇麒 2012-2013
- 曾超 2014